# Holopogon quadrinotatus
Holopogon quadrinotatus är en tvåvingeart som beskrevs av Seguy 1953. Holopogon quadrinotatus ingår i släktet Holopogon och familjen rovflugor. Inga underarter finns listade i Catalogue of Life.